# 多夫傑 (薩爾內區)
51°19′59″N 26°28′24″E / 51.33306°N 26.47333°E
多夫傑（烏克蘭語：Довге），是烏克蘭的村落，位於該國西北部羅夫諾州，由薩爾內區負責管轄，始建於1720年，面積0.7平方公里，海拔高度155米，2001年人口997，人口密度每平方公里1,432.5人。